# 安全部隊援助

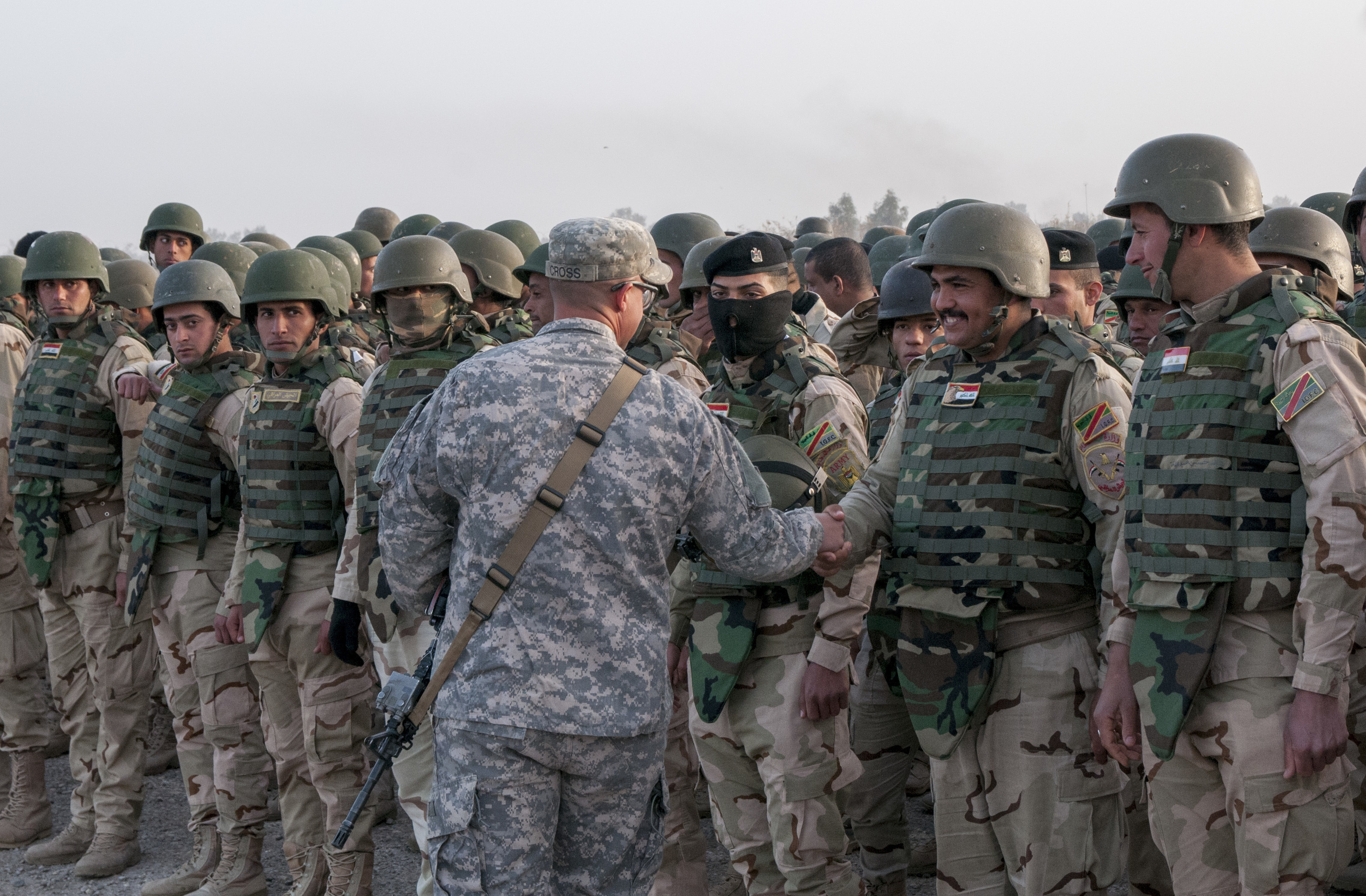
伊拉克戰爭期間，伊拉克軍隊在美軍的協助下完成訓練。

安全部隊援助（英語：Security Force Assistance，SFA）是指協助地主國創建、扶持、訓練國家安全組織的戰略行為，包含軍隊、警察、海巡、邊防、情報機構等，以達成援助國的利益。安全部隊援助是現代軍事學說中較新的一個概念，但實際上從古至今有著許多相關案例，例如法國支援美國獨立、蘇聯支援北韓、古巴對安哥拉的干預，而此理論爭真正形成是在阿富汗戰爭和伊拉克戰爭的後期都發展為游擊戰，以美國為首的聯軍必須進行平叛和國家建設，也就是國際安全援助部隊和北约训练特派團，安全部隊援助從此成為美國在反恐戰爭中重要的一部分，其他國家也開始積極發展安全部隊援助能力。
安全部隊援助和外國內部防禦相關卻有所不同，安全部隊援助主要講求是常規部隊的運作，是國家的戰略力量，而後者通常是指特種部隊的小規模作戰，是非常規戰爭的戰術執行。外國內部防禦在冷戰期間有著數十年的歷史，而安全部隊援助是美國在2006年以後才開始發展出的理論。